# Szorocsány
Szorocsány (1899-ig Sztrocsin, szlovákul: Stročín) község Szlovákiában, az Eperjesi kerület Felsővízközi járásában.

## Fekvése
Felsővízköztől 5 km-re délkeletre, az Ondava bal partján fekszik.

## Története
Közvetett források arra utalnak, hogy a falu már 1235 előtt is létezett, ezzel a Felső-Ondava völgy legrégibb faluja. Az Aba nemzetség birtoka, a 13. század közepén a szemelnyei uradalomhoz tartozott. 1317-ben „Strachyna” alakban Károly Róbert király adománylevelében említik először, Machal gróf és szepesi várnagy fia, Mikcs mester birtokaként. Ekkor már vámszedési joga volt. A 13. és 14. században uradalmi központ vásártartási joggal. 1379-ben a Czudar család szerezte meg és a makovicai uradalomhoz csatolta. 1414-ben „Oustrachina”, 1427-ben „Struchina” a neve és 48 portája adózott. 1618-ban „Sztrocsin” alakban említik. A 17. század elején fűrésztelep működött a településen. 1787-ben 53 házában 386 lakos élt.

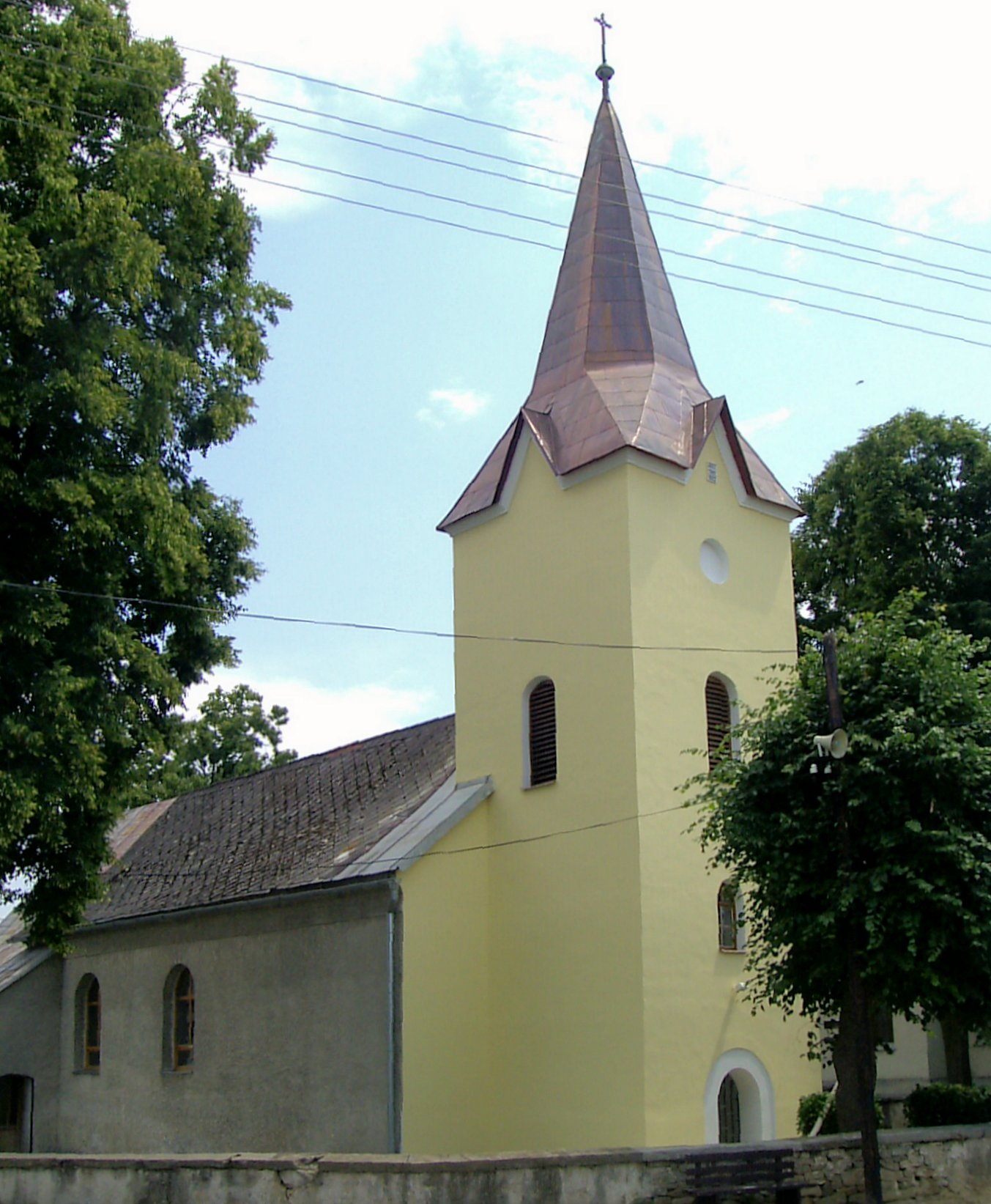
A római katolikus templom

A 18. század végén Vályi András így ír róla: „STROCSIN. Orosz falu Sáros Várm. földes Ura Gróf Szirmay Uraság, lakosai katolikusok, és másfélék, fekszik Duplinhoz nem meszsze, mellynek filiája, határja középszerű, réttyei, ’s legelőji hasznosak, fájok tűzre van.”
1828-ban 68 háza és 514 lakosa volt. A 19. században a Holländerek birtokában állt. Lakói állattartással, fuvarozással, idénymunkákkal foglalkoztak.
Fényes Elek 1851-ben kiadott geográfiai szótárában így ír a faluról: „Sztrocsin, tót-orosz falu, Sáros vmegyében, a makoviczi uradalomban, Duplin fil. 359 romai, 140 görög kath., 18 zsidó lak. Ut. posta Bártfa.”
1920 előtt Sáros vármegye Felsővízközi járásához tartozott.
A falut mindkét világháborúban jelentős károk érték.

## Népessége
| Év:            | 1994. | 2004.    | 2014.    | 2024.   |
| -------------- | ----- | -------- | -------- | ------- |
| Emberek száma: | 406   | 499      | 559      | 572     |
| Eltérés:       |       | +22,90 % | +12,02 % | +2,32 % |

| Év:            | 2023. | 2024.   |
| -------------- | ----- | ------- |
| Emberek száma: | 568   | 572     |
| Eltérés:       |       | +0,70 % |

1910-ben 334, többségben ruszin lakosa volt, jelentős szlovák kisebbséggel.

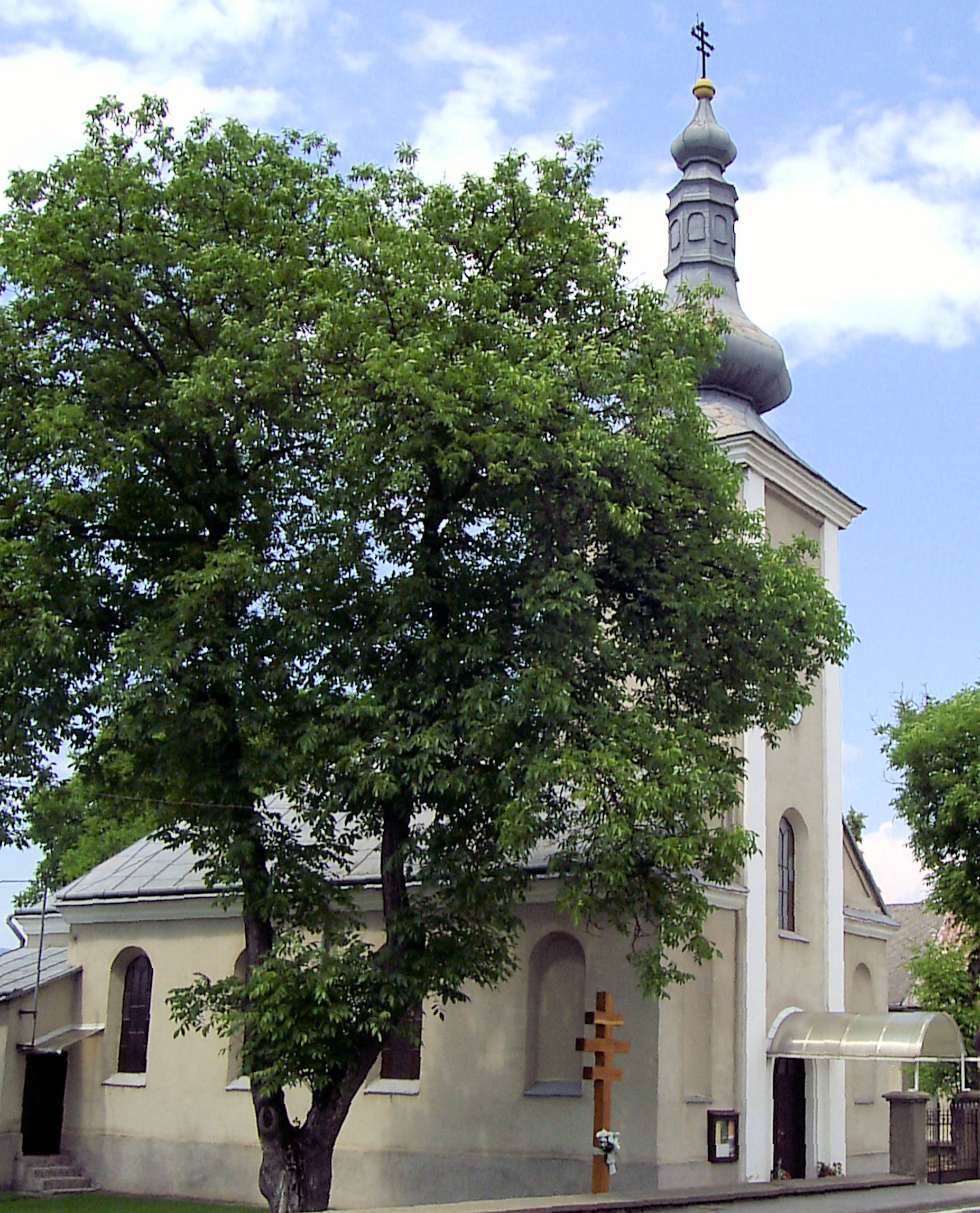
A görögkatolikus templom

2001-ben 476 lakosából 424 szlovák és 41 cigány volt.
2011-ben 538 lakosából 383 szlovák és 100 cigány.

## Nevezetességei
- Római katolikus temploma eredetileg gótikus stílusú volt, 1700 körül bővítették és barokk stílusban építették át. A 19. század elején klasszicista stílusban átépítették, később megújították.
- Görögkatolikus templom.